# Epirinus punctatus
Epirinus punctatus là một loài bọ cánh cứng trong họ Bọ hung (Scarabaeidae).